# Línea 3 (Metro de Caracas)
La Línea 3 es una ramificación de la Línea 1 del Sistema Metro de Caracas que sirve al Centro-Este y Sur-Este de la Ciudad de Caracas. Está conformada por 9 estaciones, 9 rutas de Metrobús, 2 rutas de Metrocable (en un futuro) y se conecta con la línea 1 del Metrobus Caracas. Fue inaugurada el 18 de diciembre de 1994 con 5,97 km. y actualmente la longitud total alcanza 24.4 km.

## Historia
Tras la inauguración del sistema el 2 de enero de 1983, a lo largo de los años se ha visto un crecimiento progresivo del sistema metro, en el siglo XX, se da la inauguración de todas las etapas de las líneas 1 y 2, posteriormente se inaugura la primera etapa de la Línea 3.

### Construcción, planificación urbana y plan maestro original
Entre los mediados de los años ochenta hasta finales de los noventa, se ha estado dando el desarrollo para Metro de Caracas a nivel de sistema metro, dándose una serie de tramos que serían primordiales para la ciudad de Caracas, hasta que en el año 1997 queda finiquetado el tramo de la Línea 3 de esta manera :
Zoológico - La Rinconada - San José/Plaza Venezuela.

### Metrocable
Se plantea verse nuevos tramos en El Valle y La Rinconada.

### Metrobus Caracas
BusCaracas ahora conocido como Metrobus Caracas es un sistema de buses articulados de vía rápida que fue inaugurado el 3 de octubre de 2012, tiene como recorrido el área centro-norte al sur de la ciudad de Caracas, tomando como tramos en las avenidas Fuerzas Armadas y Nueva Granada, tiene estaciones terminales desde Los Ilustres hasta Las Flores.
Sus estaciones son de Plaza Venezuela hasta La Rinconada.

## Mantenimiento y Material rodante
La institución gestora de las obras relativas al Metro fue en primera instancia la Oficina de Proyectos y Obras del Metro de Caracas, creada en 1976 y adscrita a la Dirección General de Vialidad del Ministerio de Obras Públicas. Posteriormente, el 8 de agosto de 1977 dicho departamento fue sustituido por la Compañía Anónima Metro de Caracas, administrada por el mismo ministerio y que pasó a encargarse de la construcción y manejo de la red ferroviaria. Se estableció como objeto principal de la compañía «la construcción e instalación de las obras y equipos, tanto de infraestructura como de superestructura del Metro de Caracas, el mantenimiento de sus equipos, instalaciones y la operación, administración y explotación de dicho sistema de transporte, así como la construcción, dotación, operación y explotación de otras instalaciones y sistemas complementarios y auxiliares del subterráneo, tales como estacionamientos, sistemas superficiales, elevados, subterráneos de transporte urbano y suburbano.
El mantenimiento correctivo de los trenes se realiza en El Valle, con mantenimiento mayor en los talleres de Propatria.

### Material rodante
Generaciones: Segunda y Tercera.
*GEC-Alsthom Bombardier Serie 3: 1994-presente.
Durante los primeros años de la línea circularon con 4 vagones cada convoy debido a la poca demanda de usuarios en la estaciones. Posteriormente fueron expandidos a 6 vagones y continúan circulando en la línea.
*Alstom Bombardier Metrópolis Serie 5: 2006-presente.
La flota empezó a circular el en año 2006 como refuerzo por la creciente demanda y construcción de la segunda fase de la Línea 3, rodando con 6 vagones cada convoy.
*Alstom Bombardier Metrópolis Serie 8: 2017-presente.
Originalmente adquiridos para el Metro de Los Teques con 4 vagones cada convoy, desde la llegada de la flota más moderna de Alstoms Metrópolis para el sistema suburbano, su antigua flota fue paulatinamente transferida al Metro de Caracas, expandidos a 6 vagones y circulando como refuerzo en la Línea 2 hasta su posterior transferencia a la Línea 3, donde actualmente se encuentran circulando. 

### Estructura
El primer tramo está conformado por Plaza Venezuela - El Valle, su operación comenzó en 1994, tiene 4,38 kilómetros de extensión y 4 estaciones, transporta aproximadamente 120 mil pasajeros diarios. El segundo tramo tiene dos fases (la primera conecta a El Valle con La Rinconada se inauguró en 2006 comunica a los habitantes de Los Valles del Tuy con el Metro de Caracas. Tiene una extensión de 5,97 km.

### Empleo de los tramos hacia el presente
Sucesivamente, desde 1994, se han puesto en servicio los siguientes tramos:
Plaza Venezuela - El Valle: Se inauguró en 1994 y tiene 5 estaciones.Tiene una extensión con 5, 7 km.
El Valle - La Rinconada: Se inauguró entre 2006 y 2010, tiene 5 estaciones. Tiene una extensión de 5, 97 km.

## Lista de estaciones
Plaza Venezuela • Ciudad Universitaria • Los Símbolos • La Bandera • El Valle • Los Jardines • Coche • Mercado • La Rinconada.

## Transferencias externas

### Sistema Ferroviario Nacional
El Sistema Ferroviario Central constituye el eslabón fundamental del Sistema Ferroviario Nacional, ya que permitirá la interconexión ferroviaria con las diferentes regiones del país. Este Sistema está enfocado hacia el desarrollo de un sistema multimodal de carga y pasajeros, que combine diferentes medios de transporte de manera integrada. Con él se aspira una mejor distribución y movilización de la carga y pasajeros. Además, de contribuir a la desconcentración del Área Metropolitana de Caracas, disminuyendo la dependencia de la capital del país y de los servicios del Aeropuerto Internacional de Maiquetía y del Puerto de La Guaira. En la estación La Rinconada, perteneciente a la Línea 3 del sistema, ubicada en las adyacencias del Hipódromo "La Rinconada" y del Poliedro de Caracas, los pasajeros pueden acceder a la estación Libertador Simón Bolívar del Sistema Ferroviario Central, que realiza viajes con destino a las ciudades dormitorio de Charallave y Cúa.Posee alrededor de 7.000 metros cuadrados de construcción, tiene operaciones integradas con los Trenes de los Valles del Tuy que conectan la ciudad de Caracas con Cúa, en el estado Miranda, además tiene la operación de un tren directo entre esta estación y la ubicada en El Valle,16 tiene ascensores para discapacitados, en los que además, está dispuesto un sistema Braille para las personas con deficiencias visuales, y un repotenciado sistema de aire acondicionado, la idea de construir esta estación es facilitar el desplazamiento entre las personas que usan el Metro en la ciudad capital y los que utilizan el Ferrocarril, su inauguración se produjo el 15 de octubre de 2006.
También una línea nueva de tren IFE conectará La Rinconada con el Aeropuerto Internacional Simón Bolívar en Maiquetía y el Puerto Marítimo de La Guaira. Esta línea tendrá 5 años de construcción después de la colocación de los fondos.